# Municipio de Brush Creek (Arkansas)
El municipio de Brush Creek (en inglés: Brush Creek Township) es un municipio ubicado en el condado de Washington en el estado estadounidense de Arkansas. En el año 2010 tenía una población de 2877 habitantes y una densidad poblacional de 28,45 personas por km².

## Geografía
El municipio de Brush Creek se encuentra ubicado en las coordenadas 36°11′3″N 93°57′13″O / 36.18417, -93.95361. Según la Oficina del Censo de los Estados Unidos, el municipio tiene una superficie total de 101.12 km², de la cual 95,73 km² corresponden a tierra firme y (5,33 %) 5,39 km² es agua.

## Demografía
Según el censo de 2010, había 2877 personas residiendo en el municipio de Brush Creek. La densidad de población era de 28,45 hab./km². De los 2877 habitantes, el municipio de Brush Creek estaba compuesto por el 92,04 % blancos, el 0,45 % eran afroamericanos, el 0,73 % eran amerindios, el 1,95 % eran asiáticos, el 3,44 % eran de otras razas y el 1,39 % eran de una mezcla de razas. Del total de la población el 6,08 % eran hispanos o latinos de cualquier raza.